# Alain Sadaune
Alain Sadaune (Farciennes, 18 december 1956) is een voormalig Belgisch lid van het Waals Parlement.

## Levensloop
Beroepshalve werd hij handelaar en magazijnier van Charleroi. In oktober 1994 kwam hij voor het Front National op bij de gemeenteraadsverkiezingen van Charleroi. Hij werd verkozen. Nadat hij in 1996 benoemd werd tot FN-fractieleider in de gemeenteraad van Charleroi, hield hij in de gemeenteraad een racistische en xenofobe toespraak. Bij de verkiezingen van 1995 werd hij in het arrondissement Charleroi eveneens verkozen tot lid van het Waals Parlement en van het Parlement van de Franse Gemeenschap. In 1999 werd hij in beide parlementen herkozen.
Nadat hij in conflict raakte met partijvoorzitter Daniel Féret besliste Alain Sadaune om vanaf november 2001 als onafhankelijke te zetelen als parlementslid en als gemeenteraadslid van Charleroi. Later trad hij toe tot Force Nationale en nog later tot Wallonie D'Abord . 
Eind 2003 nam hij ontslag als gemeenteraadslid van Charleroi en één jaar later werd hij niet herkozen als parlementslid. Vervolgens ging hij een bandenmaatschappij oprichten. Bij de gemeenteraadsverkiezingen van 2006 trok hij de Force Nationale-lijst in Charleroi, maar raakte niet verkozen. Bij de verkiezingen van juni 2009 was hij kandidaat voor Wallonie D'Abord, in 2008 opgericht en een afsplitsing van het Force Nationale, maar raakte ook ditmaal niet verkozen.